# A Private Audience with the King
 A Private Audience With The King – album koncertowy Elvisa Presleya, składający się z utworów nagranych w Las Vegas, 8 grudnia 1976 r. Presley miał na sobie Blue Rainbow suit. Wydany w 2008 roku.

## Lista utworów

### CD 1
1. "2001"
2. "See See Rider"
3. "I Got a Woman – Amen"
4. "Monolog"
5. "Love Me"
6. "If You Love Me" + false start
7. "You Gave Me a Mountain"
8. "Jailhouse Rock"
9. "’O sole mio" - "It’s Now or Never"
10. "Blue Christmas"
11. "That’s All Right"
12. "Are You Lonesome Tonight?"
13. "Softly, As I Leave You"
14. "Blue Suede Shoes"
15. "Heartbreak Hotel"
16. "Bridge over Troubled Water"  + 2 false start

### CD 2
1. "Introductions"
2. "Early Morning Rain"
3. "What’d I Say"
4. "Drums Solo"
5. "Bass Solo"
6. "Piano Solo"
7. "Electric Piano Solo"
8. "Love Letters"
9. "School Days"
10. "Introductions Of Celebrities"
11. "Hurt" + reprise
12. "Mystery Train - Tiger Man"
13. "How Great Thou Art"
14. "Can’t Help Falling in Love"
15. "Closing Vamp"